# Pipizella
Pipizella is een geslacht uit de familie van de zweefvliegen (Syrphidae).

## Soorten
- Pipizella annulata Macquart, 1829 - grote langsprietplatbek
- Pipizella beckeri Bradescu, 1986
- Pipizella bispina Simic, 1987
- Pipizella brevis Lucas, 1977
- Pipizella calabra (Goeldlin, 1974)
- Pipizella cantabrica Claussen, 1991
- Pipizella divicoi (Goeldlin, 1974) - brede langsprietplatbek
- Pipizella elegantissima Lucas, 1976
- Pipizella lyneborgi Torp Pedersen, 1971
- Pipizella maculipennis (Meigen, 1822)
- Pipizella mongolorum Stackelberg, 1952
- Pipizella nigriana (Séguy, 1961)
- Pipizella pennina (Goeldlin, 1974) - knobbellangsprietplatbek
- Pipizella siciliana Nielsen & Torp, 1973
- Pipizella speighti Verlinden, 1999
- Pipizella viduata (Linnaeus, 1758) - gewone langsprietplatbek
- Pipizella virens (Fabricius, 1805) - Limburgse langsprietplatbek
- Pipizella zeneggenensis (Goeldlin, 1974) - berglangsprietplatbek
- Pipizella zloti Vujic, 1997